# Pilodeudorix camerona
Pilodeudorix camerona is een vlinder uit de familie van de Lycaenidae. De wetenschappelijke naam van de soort is, als Sithon camerona , voor het eerst geldig gepubliceerd in 1880 door Carl Plötz. Mogelijk is Pilodeudorix barbatus Druce, 1891, synoniem met deze naam, in welk geval de onderhavige prioriteit heeft.
Volgens de protoloog is de bovenzijde van de vleugels bij het mannetje wat lichter blauw dan bij Plebejus optilete. Bij de voorvleugels is de binnenrand tot aan ader 1 zwart. Ader 2 wordt met ader 4 verbonden door een grote zwarte vlek. Bij de achtervleugels is cel 2 tot 4 zwart. De breedte van de voorvleugel is 14 millimeter.